# Antonieta de Bourbon
Antonieta de Bourbon-Vêndome (em francês:  Antoinette; Castelo de Ham, 25 de dezembro de 1493
 ou 1494 — Castelo de Joinville, 22 ou 23 de janeiro de 1583), foi uma nobre francesa. Ela foi duquesa de Guise pelo seu casamento com Cláudio de Lorena, Duque de Guise. Como mãe de Maria de Guise, foi avó da rainha Maria da Escócia, e parente por casamento de Luísa de Lorena-Vaudémont, rainha consorte de França.

## Família
Antonieta foi a primeira filha e quinta criança nascida do conde de Vêndome, Francisco de Bourbon e de Maria de Luxemburgo-Saint-Pol, suo jure condessa de Saint-Pol e Soissons.
Os seus avós paternos foram João II de Bourbon, conde de Vêdome e Isabel de Beauvau, senhora de Champigny-sur-Veude e de la Roche-sur-Yon. Os seus avós maternos foram o conde Pedro II de Saint-Pol e Margarida de Saboia.
Entre seus irmãos, estavam: Carlos de Bourbon, Duque de Vendôme, avô do rei Henrique IV de França; Francisco de Bourbon, Conde de Saint-Pol; Luís de Bourbon-Vêndome, bispo de Laon e arcebispo de Sens, e Luísa, abadessa de Fontevraud em 1534.
Antonieta é uma descendente do rei Luís IX de França, pela linhagem de Roberto de França, conde de Clermont. 

## Biografia
Antonieta era descrita como sendo robusta com cabelos ruivos de cor escura, belos olhos azuis, traços aquilinos e um comportamento vivaz, além de ser considerada extremamente católica na sua devoção. 
Em 1510, o então conde de Guise e Aumale, além de senhor de Elbeuf, Cláudio, filho de Renato II da Lorena e Filipa de Gueldres, recusou a mão em casamento da princesa Renata de França, filha de Luís XII de França e Ana, Duquesa da Bretanha, pois ele já havia conhecido e se apaixonado por Antonieta. Cláudio era um herói militar e amigo pessoal do rei Luís, já aos 19 anos de idade.
O contrato entre Antonieta e Cláudio foi assinado em 9 de junho de 1513, mais tarde sendo ratificado no Hôtel des Tournelles, em Paris, em 21 de junho. Eles se casaram na Igreja de São Paulo, em Paris, em junho ou julho de 1513. Estavam presentes na cerimônia o rei e o seu genro, o futuro rei Francisco I de França.
O casal foi morar em Bar-le-Duc. Foi em Bar-le-Duc que ela deu a luz a sua primeira filha, Maria, em novembro de 1515. A mãe de Antonieta, Maria, e a sua sogra, Filipa, estavam presentes no parto e se tornaram madrinhas da criança. Cláudio, que quase morreu lutando na Batalha de Marignano, em setembro de 1515, e se recuperava, voltou logo para casa. Foi lá também que ela deu à luz Francisco e Luísa. 
Quando Filipa se retirou para o convento da Ordem de Santa Clara, em dezembro de 1519, a família se mudou para o Castelo de Joinville, que contava com 100 servos. Foi lá onde nasceram os demais filhos do casal. 
Devido à ausência frequente do marido, era Antonieta quem gerenciava a casa e a propriedade. Ela tinha muito sucesso nas suas tarefas, e também conseguiu ter dinheiro suficiente para expandir e melhorar a casa deles. 

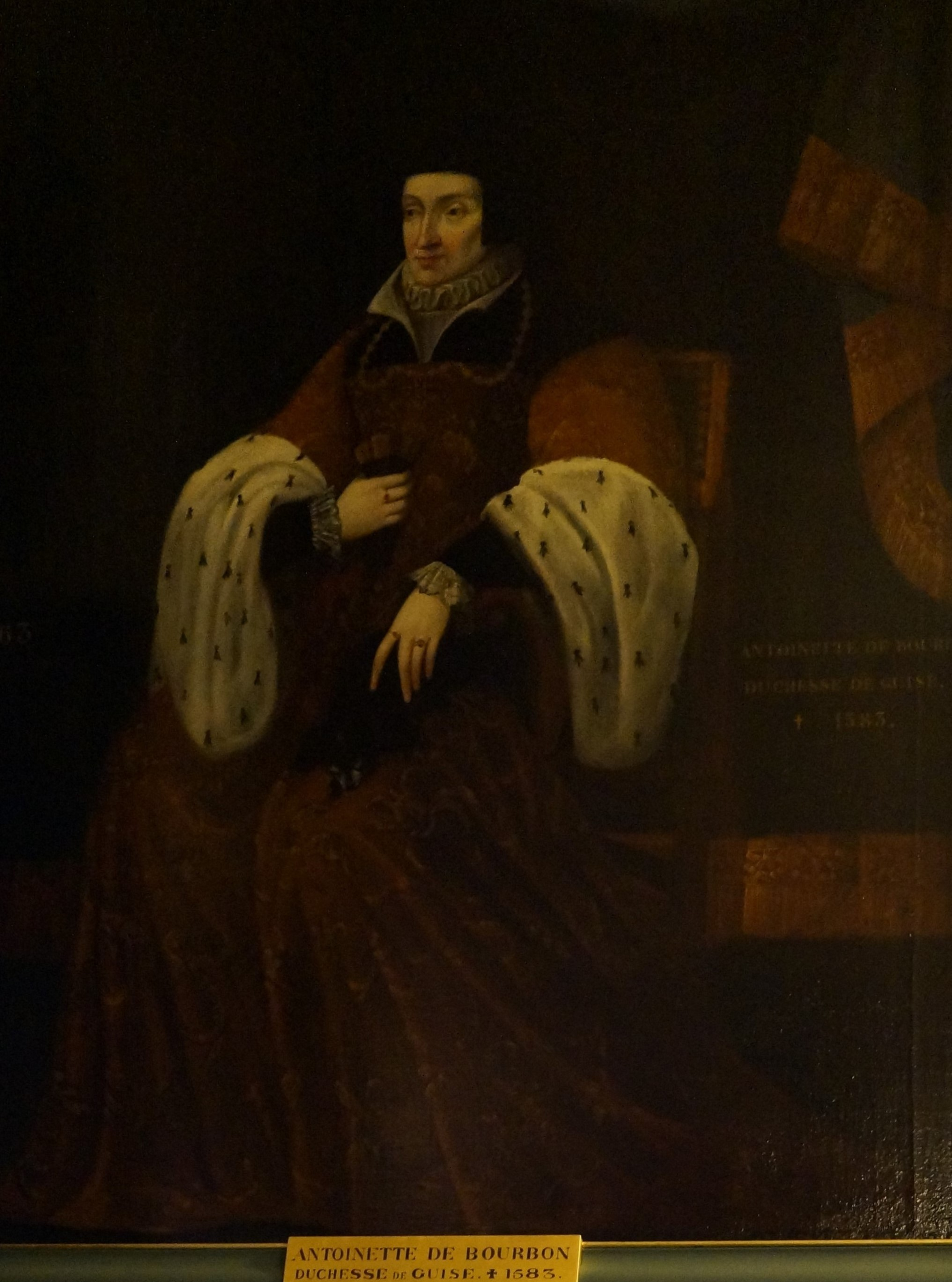
Pintura da duquesa de Guise no Castelo d'Eu.

Em 1528, o rei Francisco I criou o título de duque de Guise para Cláudio, e Antonieta se tornou duquesa.  Cláudio também se tornou marquês de Elbeuf, no mesmo ano.
Sua primogênita, Maria, casou-se com Luís II de Orleães-Longueville, em 1534, com quem teve um filho, Francisco III de Orleães-Longueville. Contudo, quando ela estava grávida do segundo filho, Luís, o seu marido morreu em 1537. A duquesa esteve do lado da filha quando Luís nasceu, porém, ele não viveu por muito tempo.
Seguindo a morte da esposa de Jaime V da Escócia, a princesa Madalena de Valois, o rei Francisco I, que era pai de Madalena, insistiu para que a viúva Maria se casasse com Jaime. Assim, Maria aceitou e partiu para o seu novo país. Ela também fez da mãe a administradora das suas propriedades em Longueville. A duquesa levou o neto, Francisco, para ser criado junto com os seus outros filhos, em Joinville. 
Como rainha da Escócia, Maria confiava muito na opinião da mãe, o que é evidenciado por diversas cartas trocadas entre as duas. Antonieta guiava gentilmente Maria em matérias de assuntos domésticos e questões maternas, passando notícias sobre a família e assuntos políticos da França. Ela também mantinha a filha informada sobre a condição do seu filho, Francisco, que sofria de doenças. 
Durante as Guerras religiosas na França que marcaram o século XVI, Antonieta e a família lideram a Liga Católica. Mesmo o rei Francisco a admirava.  Em 1533, ela supervisionou quando um homem protestante foi queimado, pois foi pego pregando na cidade de Wassy. O seu filho, Francisco, foi responsável pelo Massacre de Vassy, em 1 março de 1562, um evento que teria dando inícios às guerras religiosas no país. Antonieta teria reclamado da insolência dos huguenotes, que faziam cerimônia religiosas em Vassy, perto de seu castelo.
Quando a sua neta, Maria, nasceu em 1542, a duquesa teve um papel importante na sua criação, aconselhando a mãe da neta.  O rei Jaime faleceu logo após o seu nascimento, em 14 de dezembro de 1542, e Maria passou a ser a regente.
Quando Maria, que já era rainha da Escócia, foi enviada para a França para ser educada na corte e se casar com o delfim Francisco, Antonieta se encontrou com a neta, e juntas viajaram para o berçário real em Saint-Germain-en-Laye. Numa carta endereçada a um de seus filhos, a duquesa escreve que a rainha é bonita e inteligente, a descrevendo com cabelos ruivos e uma tez bela, branca e delicada. Também diz que tem um rosto bem formado, e que a jovem se move com graciosidade. 
Em 1547, foi escolhida para ser uma das madrinhas da princesa Claúdia, segunda filha do rei Henrique II e da rainha Catarina de Médici.
Após a morte do duque Cláudio, em abril de 1550, Antonieta passou a ser a chefe definitiva da família de Guise.
Em setembro de 1550, Maria de Guise viajou da Escócia para a França, com o intuito de obter apoio para a sua regência do rei Henrique II de França. A rainha viúva estava empolgada em ver novamente a mãe e a filha. 
Antonieta foi nomeada pela filha como representante nas negociações para o casamento de Maria da Escócia, com 15 anos à epoca, com o delfim Francisco, futuro rei Francisco II. Por sua vez, a duquesa viúva confiava no filho, Carlos, cardeal de Lorena, para cuidar dos interesses da família. 
Antonieta esteve ao lado da neta para consolá-la quando ela perdeu o marido após pouco tempo de casamento e reinado, em dezembro de 1560. Naquele mesmo ano, em junho, Maria, a rainha mãe, morreu e nomeou a mãe Antonieta e o irmão como executores do seu testamento. Portanto, Maria, novamente órfã, retornou para a Escócia para governar como rainha, e se casou mais duas vezes, sendo que ambos as suas escolhas de marido foram desaprovadas por Antonieta. 
Quando a rainha dos escoceses estava com problemas e foi obrigada a abdicar, a avó recusou-se a ajudá-la. 
Pelo resto de sua vida Antonieta continuou o seu reinado como chefe da família, dando seus conselhos em assuntos políticos, domésticos e pessoais, para os filhos e netos. 
A duquesa viúva, católica devota por toda sua vida e muito conhecida por sua caridade, sempre vestia a cor preta, e era rodeada por objetos que seriam usados no seu próprio funeral, e inclusive, mantinha o seu próprio caixão numa galeria que levava à capela de missa. 
Ela morreu em 22 ou 23 de janeiro de 1583, tendo vivido mais do que todos os seus filhos, exceto por Renata, abadessa de São Pedro, em Reims, que morreu em 1602.  Foi enterrada no cemitério da capela de Santa Ana, em Joinville. 

## Descendência
Antonieta e Cláudio tiveram doze filhos, oito meninos e quatro meninas: 
- Maria (22 de novembro de 1515 – 11 de junho de 1560), primeiro foi casada com o duque Luís II de Orleães-Longueville, com quem teve dois filhos, e depois de sua morte, se casou com o rei Jaime V da Escócia, sendo mãe da rainha Maria da Escócia;
- Francisco, Duque de Guise  (17 de fevereiro de 1519 – 24 de fevereiro de 1563), sucessor do pai. Foi marido de Ana d'Este, com quem teve sete filhos. Responsável pelo Massacre de Vassy;
- Luísa (10 de janeiro de 1521 – 18 de outubro de 1542), foi esposa de Carlos II de Cröy, 2.º duque de Aarschot, mas não teve filhos;
- Renata (2 de setembro de 1522 – 3 de abril de 1602), abadessa de São Pedro, em Reims;
- Carlos de Lorena-Guise (17 de fevereiro de 1524 – 25 de dezembro de 1574), arcebispo de Reims, fundador da Universidade de Reims e co-fundador da Universidade de Pont-à-Mousson;
- Cláudio II de Aumale (18 de agosto de 1526 – 3 de março de 1473), duque de Aumale, como sucessor do irmão. Foi casado com Luísa de Brézé, senhora de Anet, filha de Luís de Brézé e de Diana de Poitiers, amante do rei Henrique II de França. Morreu durante o Cerco de La Rochelle, em 1573. Teve descendência;
- Luís I de Lorena (21 de outubro de 1527 – 29 de julho 1579), bispo de Troyes e arcebispo de Sens. Ele teve uma filha ilegítima, Anna d'Arne, esposa de Johan von Janowitz, assassino de Gaspar II de Coligny; [7]
- Filipe (3 de setembro de 1529 – 24 de setembro de 1529);
- Pedro (3 de abril de 1530), morreu jovem;
- Antonieta (31 de agosto de 1531 – 27 de março de 1561), abadessa de Faremoutiers, em 1554;
- Francisco (18 de abril de 1534 – 6 de março de 1563), cavalheiro, em 1544, e depois grand pior da Ordem de Malta;
- Renato II de Lorena-Guise (14 de agosto de 1536 – 1566), marquês de Elbeuf como sucessor do pai. Foi marido de Luísa de Rieux, senhora de Ancenis, com quem teve dois filhos.